# 阿里星球
阿里星球是由天天动听（英語：TTPOD）改版而来的，是上海水渡石信息技术有限公司开发音乐播放器，目前有Android、iOS客户端。

## 历史
「天天動聽」於2008年成立
2014年，阿里星球的前身天天动听被阿里巴巴集团收购。2016年10月1日，天天动听停止服务。
2016年4月15日，阿里音乐推出阿里星球APP，该软件囊括了音乐播放器、粉丝社交、直播等众多功能。其音乐资源源自原天天動聽與蝦米音樂的合作。
2016年12月，阿里星球宣布停止音乐服务。